# 麻植塚站
麻植塚站（日语：／ Oezuka eki */?）是一位於日本德島縣吉野川市，隸屬於四國旅客鐵道（JR四國）的鐵路車站，車站編號為B08。本站只停靠普通列車。

## 車站結構
性質與附近的下浦站完全相同，亦是於同一日設站、第一次休業及第二次復業。但本站開站時已是客運車站，而非下浦站以運送石油氣為主。車站設計非常簡單，現時以簡易車站模式運作，不設有站舍，只設有側式月台1座，為列車不能交換車站，有效長度為4輛，車站暨月台出入口設於末端向鴨島站方向，為無障礙斜道，並在出入口旁設小型有蓋候車亭及座椅，自動售票機則暫未設置。
早上最初的3班上行列車能直通至牟岐線，其他班次則只到達德島站。列車停靠時，上行往德島方向為左側開門；下行往阿波池田方向為右側開門。

### 月台配置
| 路線    | 方向 | 目的地                                  |
| ------- | ---- | --------------------------------------- |
| ■德島線 | 下行 | 阿波川島、穴吹、阿波池田方向            |
| ■德島線 | 上行 | 德島、直通■牟岐線至阿南、桑野、海部方向 |

## 歷史
- 1934年9月20日：開業。
- 1941年8月10日：因爆發二戰，暫時休業。
- 1957年11月1日：重新在原址開業。
- 1987年4月1日: 日本國鐵分割民營化，車站的營運由JR四國繼承。

## 相鄰車站
四國旅客鐵道（JR四國）
■德島線
牛島（B07）－麻植塚（B08）－鴨島（B09）